# Celama infranigra
Celama infranigra är en fjärilsart som beskrevs av Inoue 1976. Celama infranigra ingår i släktet Celama och familjen trågspinnare. Inga underarter finns listade i Catalogue of Life.